# Японски пъдпъдък
Японският пъдпъдък (Coturnix japonica) е дребна прелетна птица от семейство Фазанови. Разпространена е в Манджурия, тихоокеанското крайбрежие на Русия, южна Япония, Корейския полуостров и южен Китай. По външен вид много прилича на обикновения пъдпъдък (Coturnix coturnix).
Японския пъдпъдък бива одомашнен в Япония в края на XIX и началото на ХХ век и днес е доста разпространен вид в интензивното птицевъдство. Това е и най-използваната птица за лабораторни изследвания.
Доста характерно за одомашнените пъдпъдъци е че те са загубили инстинкта си за мътене. Поради тази причина пуснати в дивата природа те не биха могли да оцелеят. Яйцата се мътят в инкубатор. Пилето се излюпва на 18 ден. На 40 дневна възраст екземплярите достигат кланично тегло. На тази възраст женските започват да пронасят.
Мъжките достигат полова зрялост на три седмици.